# Cagliari Pallavolo 2002-2003

## Risultati
- 4^ in A2;
- Eliminata nelle semifinali dei play-off promozione dalla Raffaele Lamezia Terme per 2-1 .

## Rosa
Elenco dei giocatori della Cagliari Pallavolo nella stagione 2002/03.